# Naypyidaw
Naypyidaw (en birmà , també transcrit Nay Pyi Taw, que vol dir 'ciutat reial', o bé 'residència dels reis') és la capital de Myanmar. Situada al centre del país, es va construir a la partida de Kyatpyae dins el municipi de Pyinmana, a la divisió de Mandalay; actualment encapçala una divisió administrativa pròpia, el Territori de la Unió de Naypyidaw. La ciutat es troba a uns 320 km al nord de Yangon, l'antiga capital. Després de Yangon i Mandalay, l'any 2009 era, amb 925.000 habitants (segons dades oficials poc creïbles), la tercera ciutat de Myanmar.
La capital administrativa de Myanmar fou traslladada oficialment a un descampat a 3 km a l'oest de Pyinmana el 6 de novembre del 2005. El nom oficial de la nova capital es va anunciar durant la diada de les Forces Armades el març del 2006, que es considera la data inaugural de Naypyidaw.
El fet de triar Pyinmana com a seu de la nova capital és degut al fet que allà hi ha un mític camp d'entrenament de l'Exèrcit birmà, que va tenir un paper destacat en la victòria contra les forces ocupants japoneses durant la Segona Guerra Mundial. La nova capital s'ha construït en molt poc temps, ja que al març del 2006 ja era operativa i s'hi havien traslladat tots els ministeris. S'ha anunciat que estarà totalment acabada cap al 2012.
Les raons oficials per les quals es va decidir traslladar la capital a Naypyidaw són que es troba en una situació central al país, en un nus ferroviari proper als estats Shan, Chin i Karen (així s'assegura una presència militar continuada vora unes regions tradicionalment conflictives) i prou lluny de l'aglomeració urbana de Yangon, massa congestionada amb els seus 5 milions d'habitants. Segons l'oposició al règim militar, la raó principal és allunyar el govern de la costa per por d'una invasió marítima per part d'una coalició liderada pels Estats Units.
Com a seu del govern de Myanmar, Naypyidaw és la seu del Parlament de la Unió, la Cort Suprema, el Palau Presidencial, les residències oficials del Gabinet de Myanmar i la seu dels ministeris governamentals i militars. Naypyidaw destaca per la seva inusual combinació de mida gran i densitat de població molt baixa. La ciutat va acollir la 24a i la 25a Cimera de l'ASEAN, la 3a Cimera BIMSTEC, la Novena Cimera d'Àsia Oriental, els Jocs del Sud-est Asiàtic de 2013 i el Campionat Sub-19 de l'AFC 2014.

## Etimologia
Naypyidaw en birmà significa morada del rei, i es tradueix generalment com a capital reial, seu del rei, o morada dels reis. Tradicionalment, s'utilitzava com a sufix per als noms de capitals reials, com ara Mandalay, que s'anomenava Yattanarbon Naypyidaw (ရတနာပုံနေပြည်တော် ).

## Història
Naypyidaw es va fundar en un terreny verd prop de Pyinmana, a uns 320 km al nord de l'antiga capital, Yangon. La construcció va començar el 2002 i es va acabar el 2012. Almenys 25 empreses constructores van ser contractades pel govern militar per construir la ciutat. S'estima que el desenvolupament previst de la ciutat arriba als 4.000 milions de dòlars.
El 6 de novembre de 2006, més de 12.000 soldats van marxar a la nova capital en el seu primer acte públic: una desfilada militar massiva per commemorar el Dia de les Forces Armades, l'aniversari de la revolució de 1945 de Birmània contra l’ocupació japonesa. La desfilada es va limitar al camp d'armes, que conté enormes escultures dels reis Anawrahta, Bayinnaung i Alaungpaya. La ciutat es va anomenar oficialment Naypyidaw durant aquestes cerimònies, i la capital oficial, encara que principalment administrativa, del país es va traslladar de Yangon a Naypyidaw.

### Justificació del trasllat de la capital
Hi ha diversos supòsits que expliquen per què es va traslladar la capital: Naypyidaw és més cèntrica que l'antiga capital, Yangon. També és un centre de transport situat al costat dels estats de Shan, Kayah i Karen. Els líders governamentals i militars van sentir que una presència militar i governamental més forta a prop podria proporcionar estabilitat a aquelles regions turbulentes. El propòsit dels militars sembla haver estat construir una ciutadella inexpugnable, capaç de resistir invasions estrangeres o aixecaments populars. L'explicació oficial per traslladar la capital va ser que Yangon s'havia congestionat massa i s'havia amuntegat amb poc espai per a una futura expansió de les oficines governamentals.

## Geografia i clima
Naypyidaw es troba entre les serres de Pegu Yoma i l'Altiplà Shan. La ciutat té una superfície de 7.054 km² i té una població de 924.608 habitants, segons dades oficials.
La presa de Chaungmagyi es troba a pocs quilòmetres al nord de Naypyidaw, mentre que la presa de Ngalaik es troba a uns quants quilòmetres al sud. La presa de Yezin és més llunyana al nord-est.

## Paisatge urbà
Naypyidaw s'organitza en diverses zones.

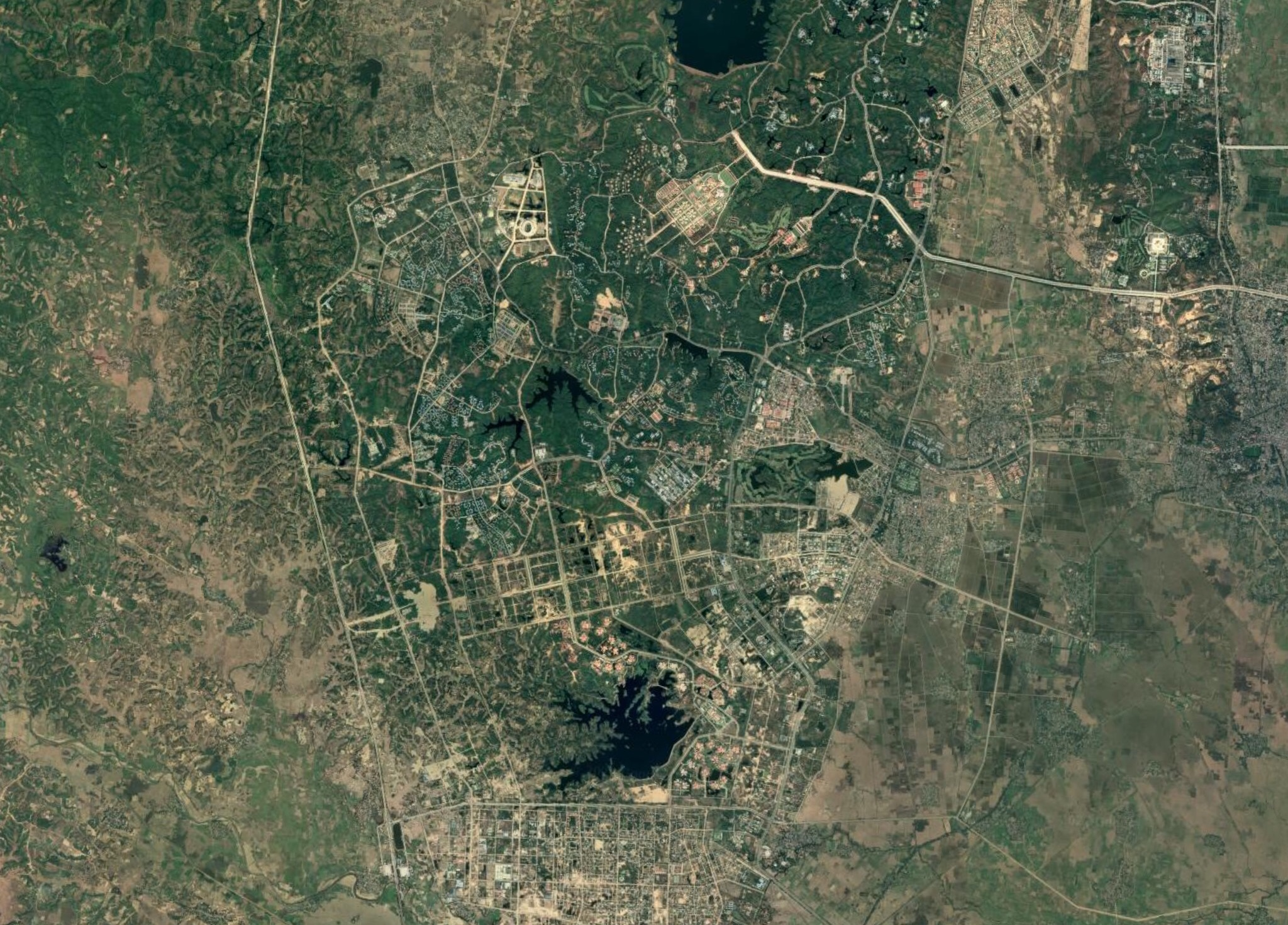
Imatge aèria de Naypyidaw

### Zones residencials

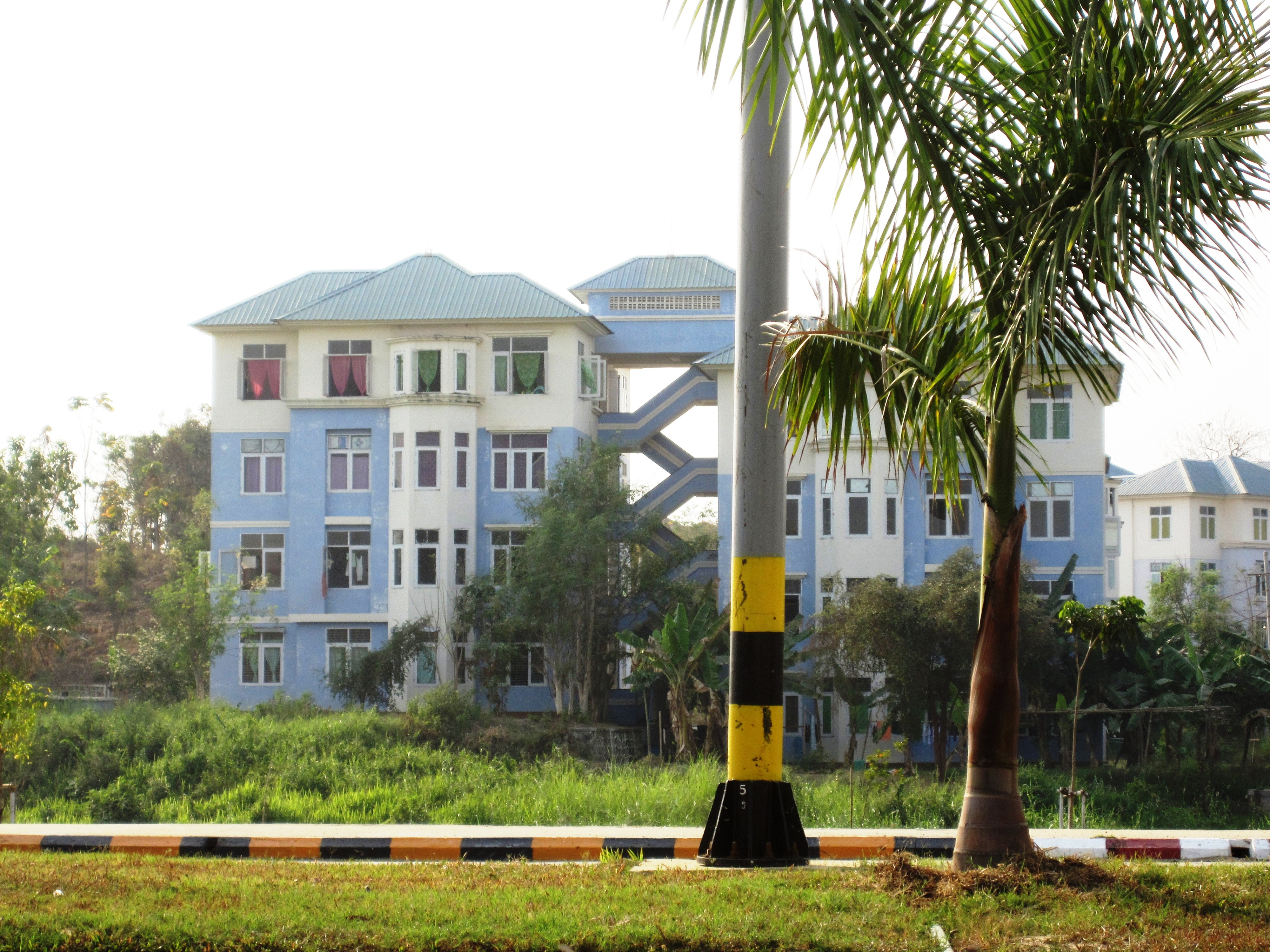
Edifici d'apartaments a Naypyidaw

Les zones residencials estan curosament organitzades i els apartaments s'assignen segons el rang i l'estat civil. La ciutat té 1.200 blocs d'apartaments de quatre plantes. Els sostres dels edificis d'apartaments estan codificats per colors per les feines dels seus residents; Els empleats del Ministeri de Sanitat viuen en edificis amb teulada blava i els empleats del Ministeri d'Agricultura viuen en edificis amb cobertes verdes. Alts càrrecs governamentals viuen a mansions, de les quals n'hi ha unes 50. No obstant això, el 2019, es va informar que algunes de les mansions ministerials no estaven utilitzades i estaven en un estat deixat, cobertes de vegetació.

### Zona Ministerial

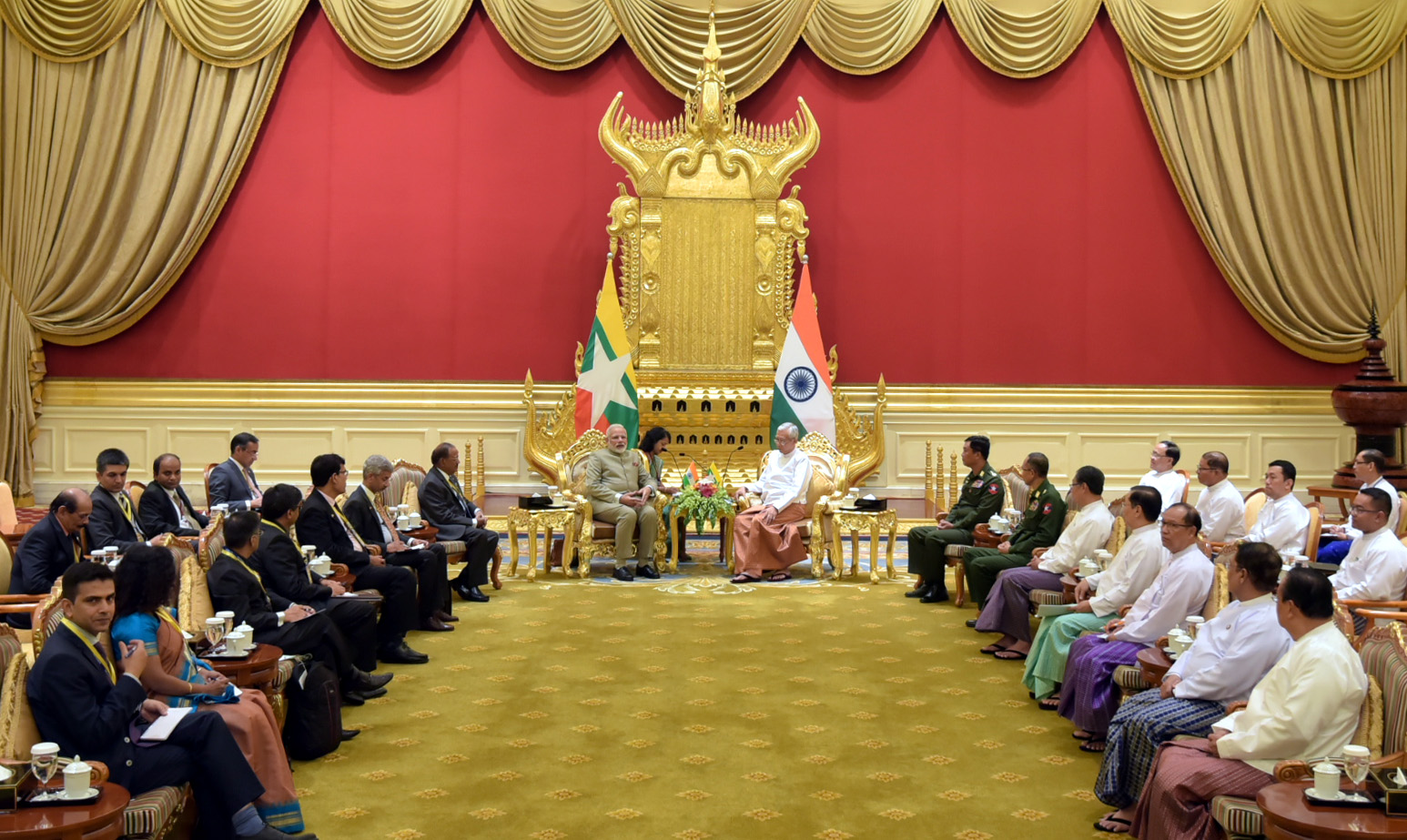
Palau Presidencial, durant la reunió entre el president de Myanmar U. Htin Kyaw i el primer ministre de l'Índia Narendra Modi.

La zona del Ministeri de la ciutat conté la seu dels ministeris del govern de Myanmar. Tots els edificis del ministeri són idèntics en aparença. També hi ha un complex parlamentari format per 31 edificis i un palau presidencial de 100 habitacions. La zona també conté l'edifici de l'ajuntament, que té moltes característiques de l'arquitectura estalinista, però amb un sostre d'estil birmà.

### Zona militar
Oficials militars d'alt rang i altres oficials clau viuen 11 km lluny dels empleats regulars del govern en un complex que es diu que consta de túnels i búnquers; aquesta zona està restringida al públic. La ciutat també acull una base militar, que és inaccessible per als ciutadans o altre personal sense permís per escrit.

### Zona diplomàtica
El govern ha reservat 2 hectàrees de terra per cadascuna de les ambaixades estrangeres i les seus de les missions de les Nacions Unides. L'ambaixada xinesa va obrir formalment la seva oficina d'enllaç provisional el 2017. L'oficina d'enllaç és la primera oficina d'estrangeria que se li permet obrir a Naypyidaw. Bangla Desh i Malàisia també han signat acords per obrir ambaixades a Naypyidaw. El govern confirma que 11 països més han presentat propostes per traslladar les seves ambaixades a Naypyidaw, és a dir, Rússia, Xina, Estats Units, Índia, Aràbia Saudita, Qatar, Filipines, Indonèsia, Tailàndia, Turquia i Kuwait. El febrer de 2018, la consellera estatal Daw Aung San Suu Kyi va presidir una reunió al Ministeri d'Afers Exteriors a Naypyidaw on va instar els governs estrangers a traslladar les seves ambaixades a la capital.

Estadi cobert Wunna Theikdi

### Zona hotelera
La zona hotelera té un grapat d'hotels d'estil vil·la als afores de la ciutat muntanyosa. Hi ha dotze hotels situats a Naypyidaw o prop. Vuit d'aquests es troben a la zona hotelera de Naypyidaw i dos es troben a Laeway (Lewe) a la carretera Yangon-Mandalay. Es van construir quaranta vil·les a prop del Centre de Convencions de Myanmar en preparació de la 25a cimera de l'ASEAN celebrada a Naypyidaw el novembre de 2014. La construcció de les vil·les es va iniciar l'any 2010 pel govern. No obstant això, els fons eren limitats, de manera que posteriorment el projecte va ser licitat per a la finalització dels inversors del sector privat. Es van construir un total de 348 hotels i 442 fondes per allotjar els atletes i espectadors dels Jocs del Sud-est Asiàtic de 2013, que van tenir lloc a Naypyidaw.

### Compres

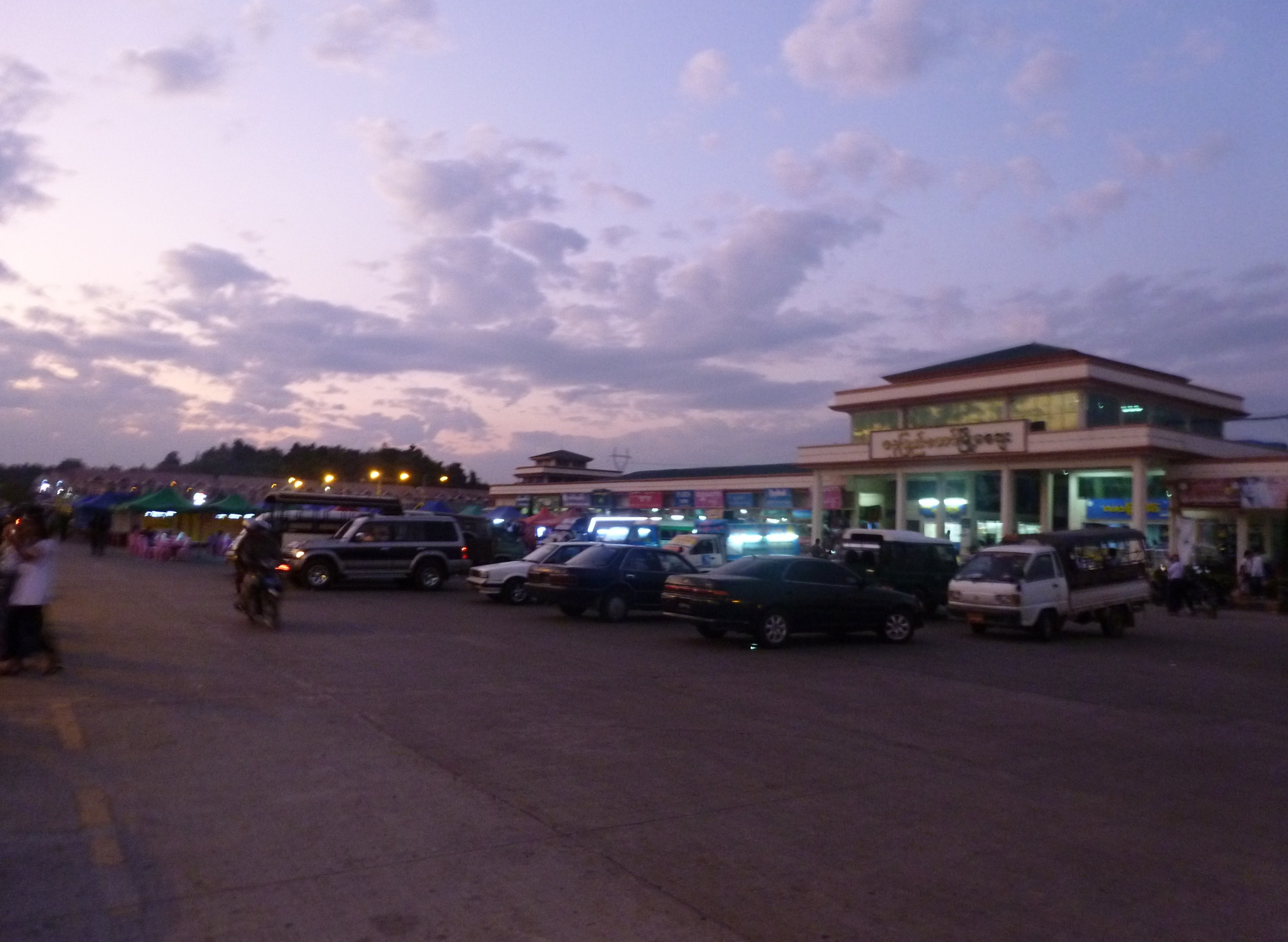
Mercat del Mioma

Naypyidaw Myoma Market és el centre comercial de Naypyidaw. Altres zones comercials són Thapye Chaung Market, Junction Center Naypyidaw i Naypyidaw Wholesale. Junction Center és el primer centre comercial d'explotació privada de la ciutat. També hi ha mercats locals i una zona de restaurants.

### Recreació

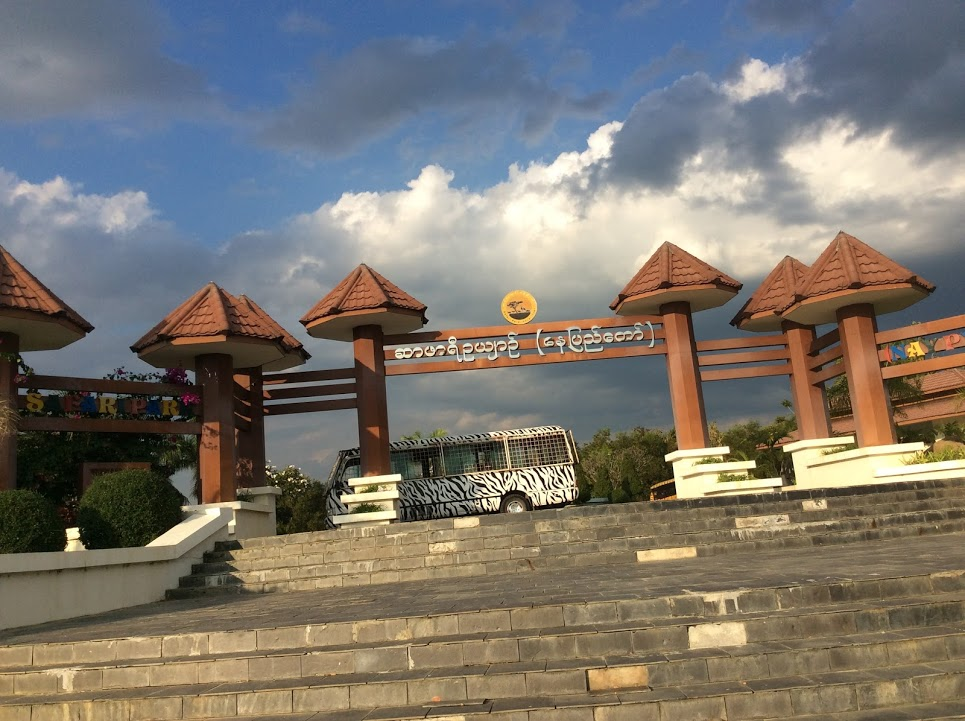
Safari Park

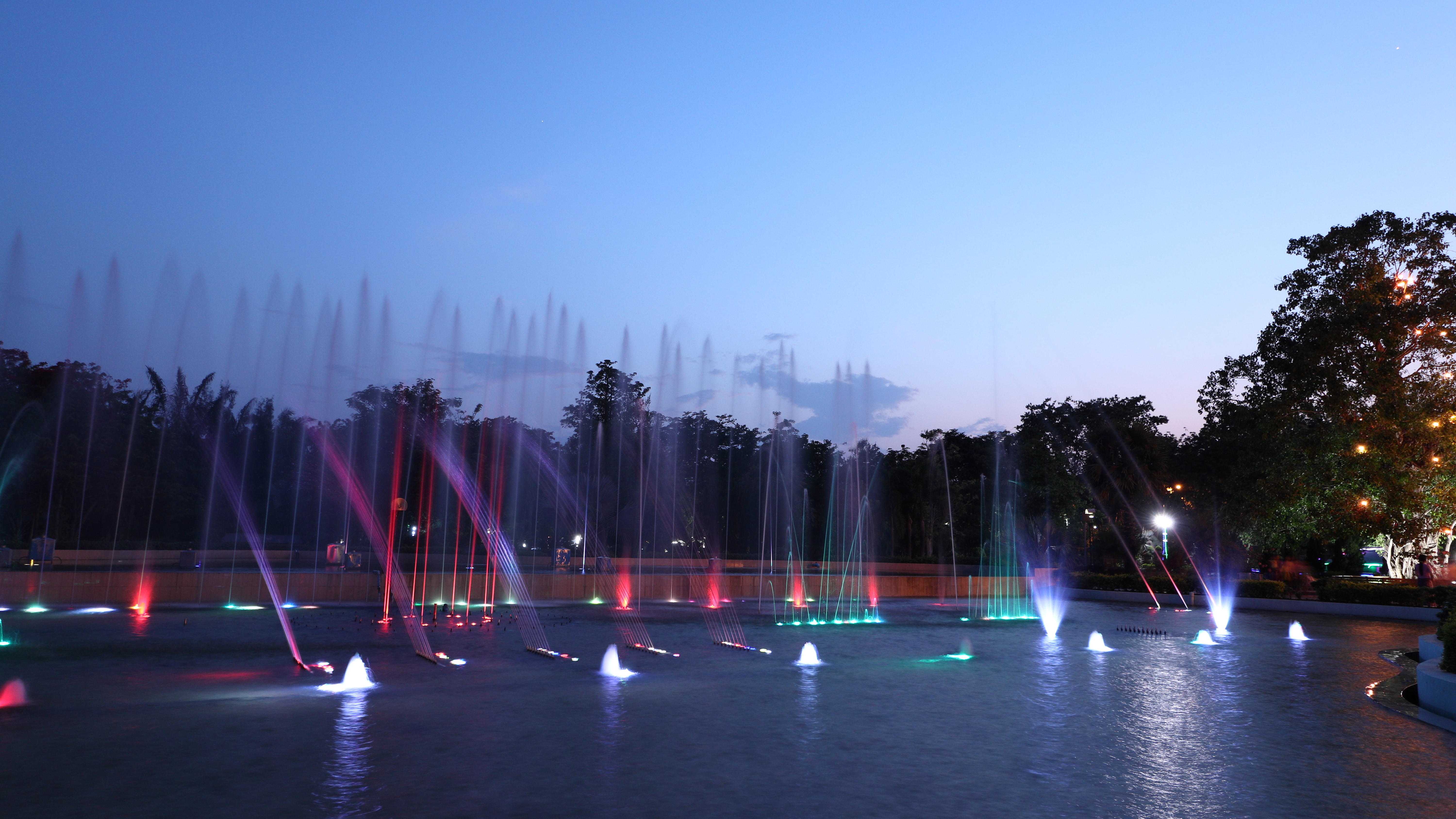
Jardí de la font d'aigua de Naypyidaw

Els jardins del llac Ngalaik són un petit parc aquàtic situat al llarg de la presa de Ngalaik, prop del poble de Kyweshin al llac Ngalaik (a uns 11 km de Naypyidaw). Inaugurat el 2008, les instal·lacions dels jardins del llac Ngalaik inclouen tobogans aquàtics, centres turístics naturals, allotjaments i una platja. Els jardins estan oberts al públic durant les vacances de Thingyan.
També inaugurat el 2008, el parc nacional d'herbes de 81 ha té exposicions de plantes amb aplicacions medicinals de totes les regions principals de Myanmar. Hi ha milers de plantes al parc, que representen centenars d'espècies diferents. Darrere de l'ajuntament, hi ha un parc amb un parc infantil i un complex de fonts d'aigua, que acull cada nit un espectacle de llums musicals.
Els zoològics de Naypyidaw es van obrir el 2008 amb 420 espècies i ara compta amb 1500 animals. L'atracció principal del zoo és la casa de pingüins climatitzada. Els animals s'hi van enviar des de l'antic de Yangon. El Naypyidaw Safari Park es va obrir oficialment el 12 de febrer de 2011.
Naypyidaw també té dos camps de golf, el camp de golf de la ciutat de Naypyidaw i el camp de golf de Yaypyar, i un museu de joies.

### Fita
Similar en mida i forma a la pagoda Shwedagon a Yangon, la pagoda Uppatasanti es va completar el 2009. Aquesta nova pagoda rep el nom d'Uppatasanti o Pagoda de la Pau. La cerimònia de conducció de l'estaca de la pagoda es va celebrar el 12 de novembre de 2006. La targeta d'invitació per a la cerimònia es va obrir amb «Rajahtani Naypyidaw (la capital reial on resideix el rei)». La pagoda té només 30 cm menys que la pagoda Shwedagon. Uppatasanti es tradueix aproximadament com a Protecció contra la calamitat. És el nom d'un sūtra preparat per un monjo a principis del segle XVI. S'ha de recitar en temps de crisi, sobretot davant la invasió estrangera.

## Administració

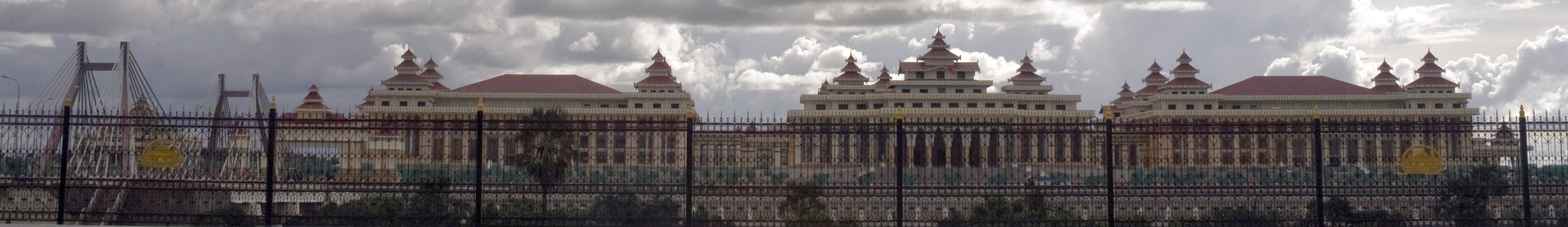
Complex de Pyidaungsu Hluttaw (Parlament)

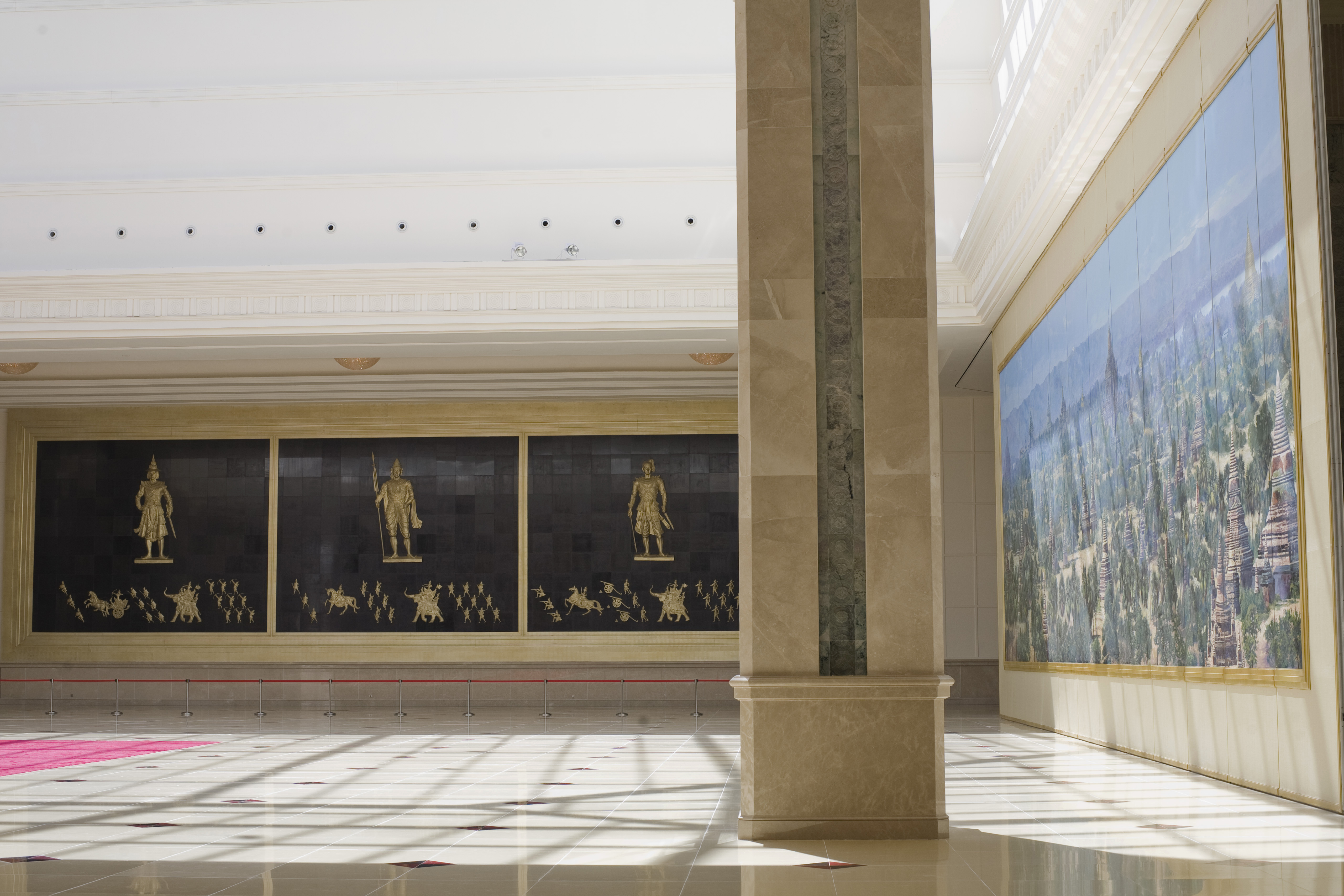
Vestíbul de Zeyathiri Beikman, la casa d'hostes del govern per a delegacions d'alt nivell

El Territori de la Unió Naypyidaw s'administra tant a nivell estatal/regional com com a municipi a nivell local sota dos òrgans de govern diferents. Naypyidaw és una de les tres ciutats del país que tenen govern municipal, les altres són Yangon i Mandalay.
El Consell de Naypyidaw (NPTC) és l'òrgan administratiu regional del territori i està sota la supervisió directa del president de Myanmar. El consell és nomenat pel President, i ha de tenir com a mínim 5 i no més de 10 membres i incloure tant personal civil com militar. El President esdevé l'Alcalde d'ofici, i el Cap del Departament d'Administració General (GAD) del territori passa a ser el Secretari del consistori. Entre les competències del Consell destaquen: la planificació general, la coordinació de la seguretat interior, la conservació de la natura, la gestió d'emergències, la vigilància de les organitzacions de la funció pública dins del territori, i qualsevol altra funció que li atribueixi la constitució o la llei.
El Comitè de Desenvolupament de Naypyidaw (NPTDC) és l'òrgan de govern local del territori. La comissió és nomenada pel President, i ha de tenir almenys 5 membres, però no més de 9. El president del Comitè es converteix en l'alcalde de Naypyidaw, el vicepresident es converteix en el vicealcalde i el cap d'oficina es converteix en el secretari conjunt del comitè. Com que ambdues lleis fan que el president del Consell i la Comissió siguin alcalde, la mateixa persona ocupa els dos càrrecs. Les qüestions de competència del Comitè són: urbanisme, ordenació del territori, llicència urbanística, gestió del trànsit, obres públiques diverses (depuració, abastament d'aigua, sanejament, carreteres, ponts, drenatge, etc.), i altres competències locals. A diferència del NPTC que ha de sol·licitar finançament per al seu pressupost al govern de la Unió, el comitè té permís per cobrar impostos per finançar el seu treball.
L'alcalde actual és el Dr. Maung Maung Naing, nomenat president del Consell de Naypyidaw el 2 de febrer de 2021. El doctor Myo Aung, del partit de la Lliga Nacional per a la Democràcia, va exercir com a alcalde des del seu nomenament l'1 d'abril de 2016, fins a la seva detenció l'1 de febrer de 2021, durant el cop d'estat de Myanmar de 2021.

### Divisions administratives
El Territori de la Unió de Naypyidaw consta de 2 districtes subdividits en 8 municipis. Els municipis de Pyinmana, Lewe i Tatkone formaven part anteriorment del districte de Yamethin a la regió de Mandalay. Ottarathiri, Dekkhinathiri, Popphathiri, Zabuthiri i Zeyathiri són nous municipis en construcció. Igual que els municipis de la resta del país, estan governats per una organització d'afers de desenvolupament (DAO) que inclou un administrador municipal designat pel Departament d'Administració general i un Comitè d'Afers de Desenvolupament del municipi (TDAC) elegit.
- Districte d'Ottara

- - Municipi d'Ottarathiri (ဥတ္တရသီရိ မြို့နယ် , de Pali uttara )

- - Municipi de Pobbathiri (ပုဗ္ဗသီရိ မြို့နယ် , de Pali puppha )

- - Tatkone

- - Municipi de Zeyarthiri (ဇေယျာသီရိ မြို့နယ် , de Pali jaya )

- Districte de Dekkhina

- - Municipi de Dekkhinathiri (ဒက္ခိဏသီရိ မြို့နယ် , de Pali dakkhiṇa )

- - Municipi de Lewe

- - Municipi de Pyinmana

- - Municipi de Zabuthiri (ဇမ္ဗူသီရိ မြို့နယ် , de Pali jambu )

De vegades hi ha certa controvèrsia sobre l'ús del sòl i els canvis en la propietat del sòl relacionats amb l'extensió urbana de Naypyidaw. A finals de 2014, per exemple, es va suggerir al parlament que s'estaven produint acaparaments de terres a prop del municipi de Dekkhinathiri i que calia modificar les lleis existents per oferir una millor protecció als agricultors. També hi ha hagut crítiques per part d'alguns membres del parlament sobre la mida del territori de la Unió Naypyidaw i el fet que s'estan gastant diners en infraestructures urbanes (com la il·luminació al voltant dels llacs), tot i que les instal·lacions no atreuen gaire ús.

## Transport

### Carreteres

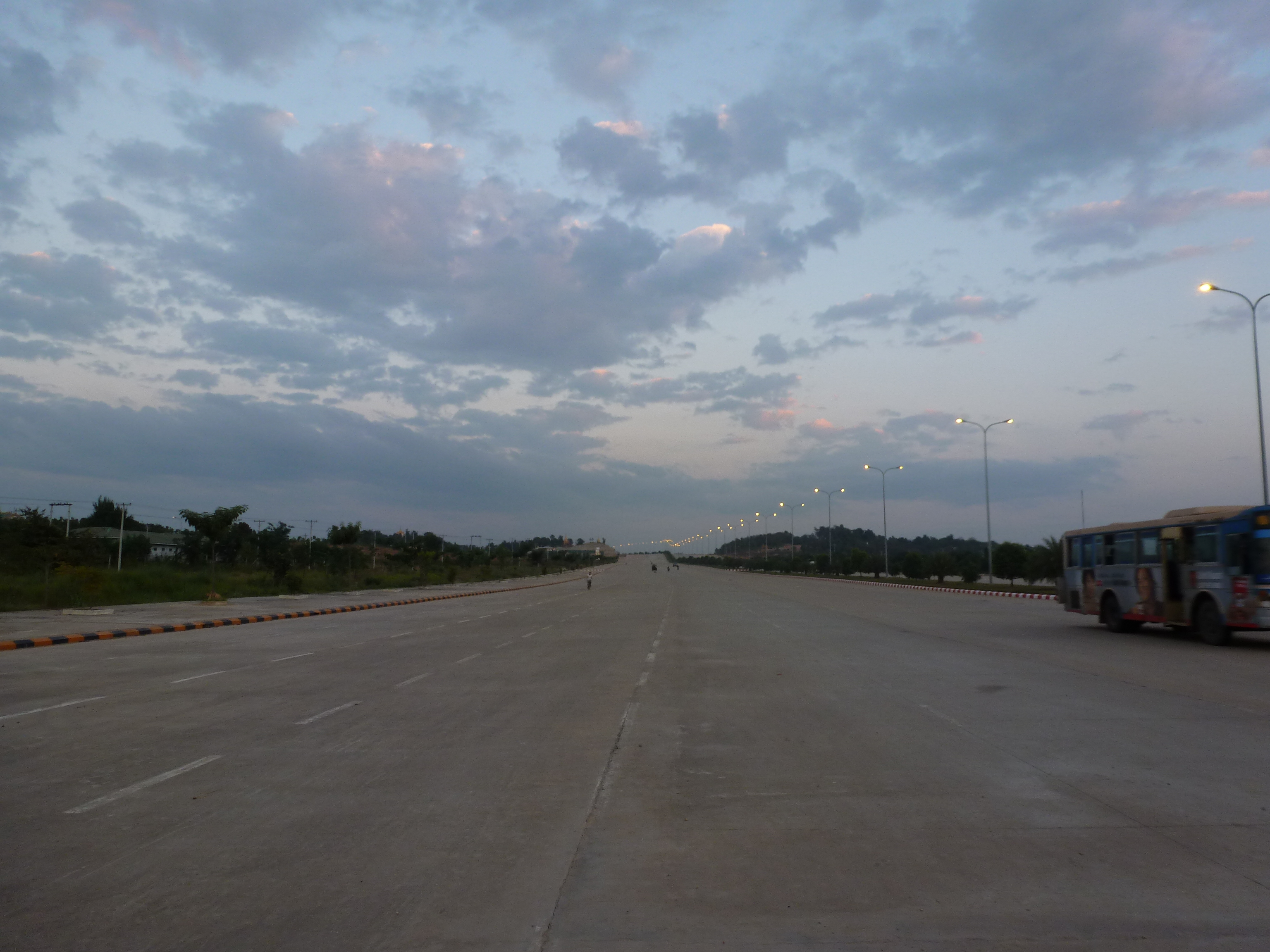
Un bulevard buit a Naypyidaw

Amb quatre carrils, lLa carretera Yangon-Naypyidaw enllaça Naypyidaw amb Yangon directament i forma part de la llarga autopista de 563 km Yangon-Naypyidaw-Mandalay. Hi ha un bulevard de 20 carrils; com la majoria de carreteres de la ciutat, està pràcticament buida. Naypyidaw té carreteres de quatre carrils i rotondes de diversos nivells cobertes de flors (rondes).

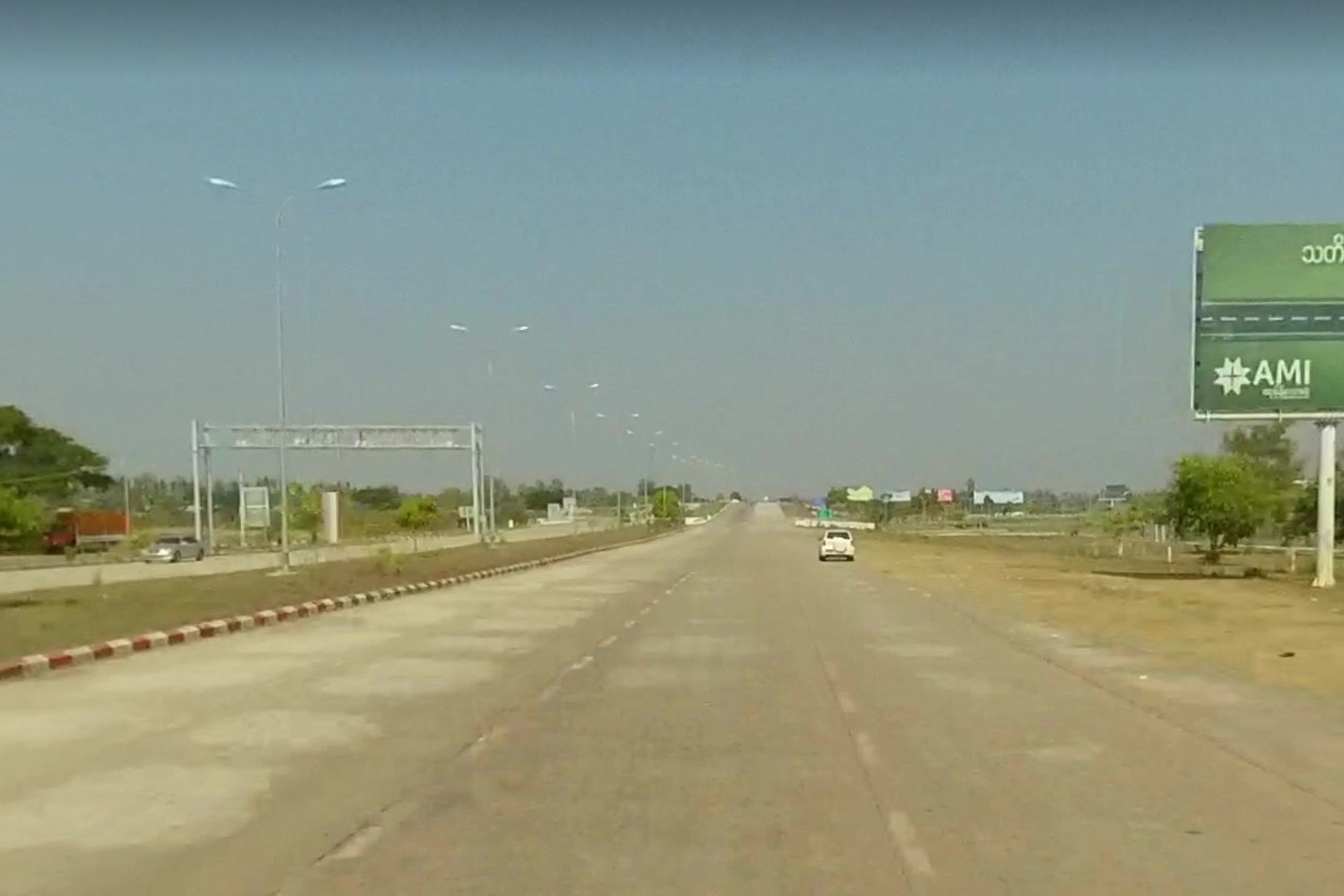
Autopista Yangon-Mandalay (a prop de Ywathit, Naypyidaw.)

Ara hi ha un viatge continu en vehicles al llarg dels 300 km carretera de Yangon a Naypyidaw, que té quatre carrils durant la major part del camí. Hi ha relativament pocs vehicles durant gran part del temps a la carretera. La majoria dels camions que viatgen al nord des de Yangon fins a Naypyidaw i Mandalay tenen prohibit utilitzar l'autopista. El Banc Asiàtic de Desenvolupament ha estimat que permetre més camions a la carretera estalviaria més de 100 milions de dòlars anuals en temps de viatge reduït i altres estalvis. Hi ha previst convertir la carretera en una carretera de sis carrils per a una major seguretat.

### Autobusos i taxis
Els serveis de transport públic són limitats entre barris. Els ministeris governamentals ofereixen autobusos llançadora al matí i al vespre als seus respectius edificis.
La ciutat té una estació central d'autobusos i una companyia de taxis, que és operada pels militars. Les motos estan prohibides en algunes carreteres als límits de la ciutat de Naypyidaw, incloses seccions de Taw Win Yadana Road, com a resultat de centenars de morts relacionades amb accidents de trànsit el 2009.

### Ferrocarrils
L'estació de tren de Naypyidaw es va obrir a la milla núm. (233/0), entre l'estació de Ywataw i l'estació de Kyihtaunggan al ferrocarril Yangon-Mandalay amb una àrea de l'estació de 2.700 x1.200 m i una superfície coberta de 334 ha. La construcció va començar el 8 de desembre de 2006 i l'estació de tren de Naypyidaw es va obrir el 5 de juliol de 2009, tot i que el pas superior, el cobert de locomotores, la carretera de formigó que condueix a l'estació, l'aparcament, la sala de passatgers i l'andana no es van completar.
Abans de l'obertura de l'estació de tren de Naypyidaw, Naypyidaw estava servida per les estacions de Pyinmana i Lewe, tot i que només l'estació de Pyinmana es troba a la línia ferroviària principal (que s'estén des de Yangon- Bago - Naypyidaw - Thazi - Mandalay). L'estació de Lewe es troba en el camí de Pyinmana a Kyaukpadaung. Es triguen nou hores en tren per anar de Yangon a Pyinmana; els trens surten a les 12:00 i arriben a les 21:30 hora local.
L'agost de 2011, els mitjans de comunicació russos van anunciar que una empresa amb seu a Rússia construiria 50 km de Metro, que seria el primer sistema ferroviari subterrani del país, sota Naypyidaw. No obstant això, el Ministeri de Transport Ferroviari va anunciar aleshores que el pla havia estat cancel·lat per manca de demanda i límits pressupostaris.

### Aeroport
L'aeroport internacional de Naypyidaw es troba a 16 quilòmetres al sud-est de Naypyidaw, i es va obrir oficialment el 19 de desembre de 2011.

## Educació i recerca

### Educació superior
Yezin (uns quants quilòmetres al nord-est de Naypyidaw i Pyinmana)
- Universitat de Ciències Veterinàries de Yezin

- Universitat Agrícola de Yezin

- Universitat Forestal de Yezin

Naypyidaw
- Universitat de Tecnologia[52][53]

- Acadèmia Estatal Naypyitaw

### Recerca
- Institut d'Investigació Forestal (FRI), Yezin
- Departament d'Investigació Agrària (DAR), Yezin
- Institut de Recerca de Biodiversitat del Sud-est asiàtic (SABRI)[54]

## Atenció sanitària

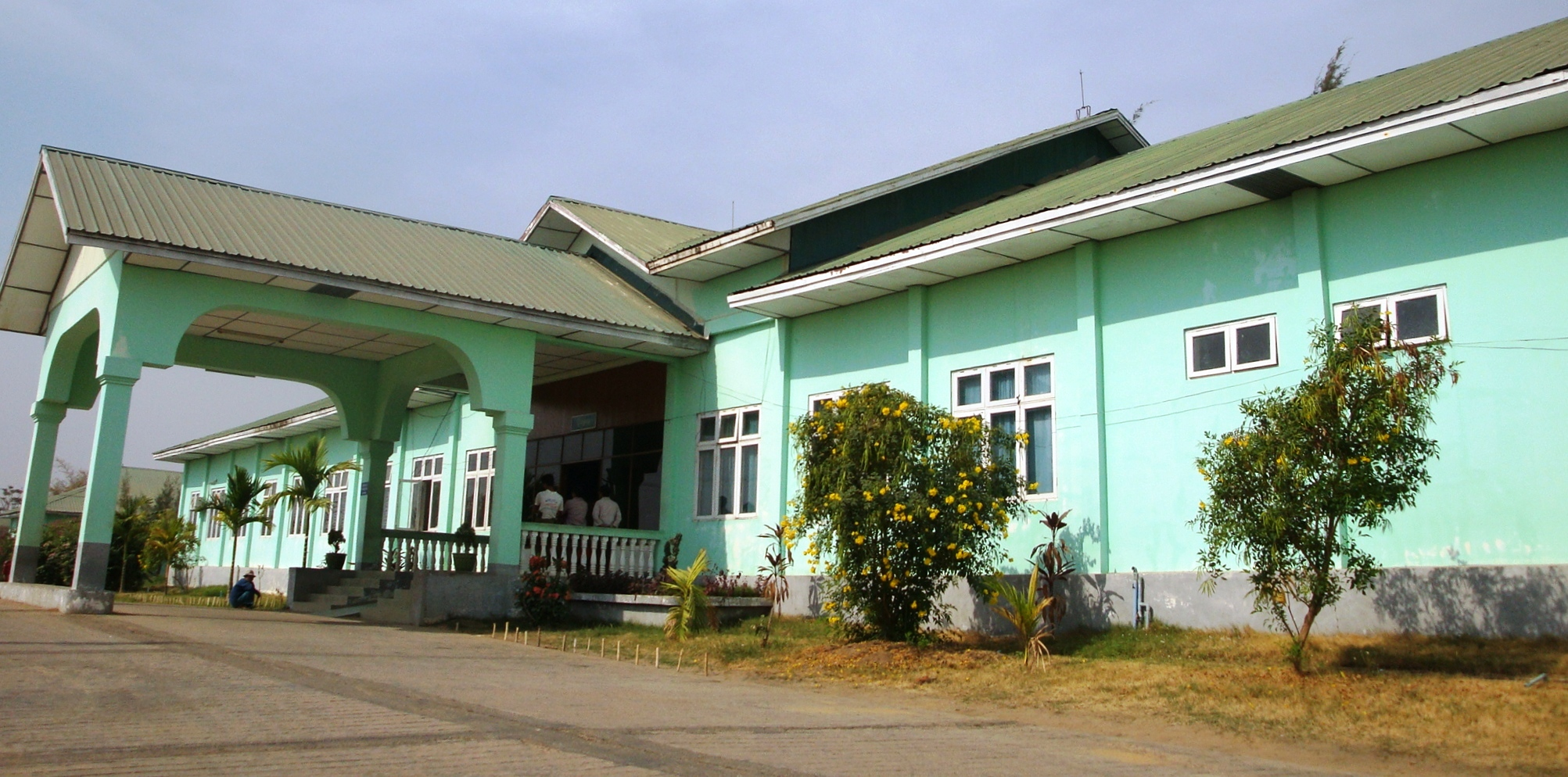
Hospital General de Naypyidaw

La ciutat és servida per cinc hospitals públics: l'Hospital General de Naypyidaw de 1000 llits, l'Hospital de dones de Naypyidaw, l'Hospital ORL de Naypyidaw, l'Hospital de medicina tradicional de Naypyidaw de 100 llits i l'Hospital ortopèdic Naypyidaw. També hi ha un Hospital Obstètric, Ginecològic i Infantil de Serveis de Defensa de 300 llits, que és un dels hospitals docents de l'Acadèmia Mèdica dels Serveis de Defensa de Myanmar. Les ciutats properes de Lewe, Pyinmana i Tatkone tenen cadascun un hospital.

## Esports
El Naypyidaw FC, un club de futbol de la Lliga Nacional de Myanmar, té la seu a l'estadi Wunna Theikdi de Naypyidaw.

## Principals llocs d'interès

### Llocs religiosos
- Pagoda Uppatasanti
- Maha Thetkya Yanthi Buda
- Thatta Thattaha Maha Bawdi Pagoda (rèplica de Buda Gaya)
- Buda Maravijaya

### Museus i memorials
- Memorial als herois caiguts
- Museu Nacional
- Museu dels Serveis de Defensa
- Museu de les joies de Naypyidaw
- Planetari
- Museu de l'Esport[59]

### Recreació
- Naypyidaw Safari Park
- Parc Nacional d'Herbes
- Jardins zoològics de Naypyidaw
- Jardí de la font d'aigua de Naypyidaw
- Jardí de referència nacional
- Resort termal de Naypyidaw
- Estadi Wunna Theikdi
- Estadi cobert Wunna Theikdi
- Estadi Zayarthiri

### Sales de concerts i teatres
- Centre de convencions internacional de Myanmar 1 (MICC-1)
- Centre de convencions internacional de Myanmar 2 (MICC-2)
- Teatre a l'aire lliure[60]

## Art i entreteniment
Els premis de l'Acadèmia de Cinema de Myanmar se celebren anualment a Naypyidaw, atorgats als millors èxits del cinema birmà. Hi ha una sala de cinema al centre comercial Junction Center i al centre comercial Ocean. N'hi ha altres dos a Pyinmana proper i un al municipi de Tatkone.

## Mitjans i comunicacions
La seu del Ministeri d'Informació es troba a Naypyidaw. Des del 2009, Naypyidaw té cobertura de telefonia mòbil.
El Myanmar Alin i el Kyaymon en birmà i el New Light of Myanmar en anglès estan disponibles a Naypyidaw. Des del 18 de novembre de 2011, el Ministeri d'Informació ha començat a publicar un diari setmanal anomenat Naypyidaw Times, per informar sobre les polítiques governamentals.

### Ràdio
Hi ha diverses estacions d'AM i FM que emeten a Naypyidaw. Els principals canals disponibles a Naypyidaw són Myanmar Radio (operada per MRTV), Cherry FM, Mandalay FM, FM Bagan, Padamyar FM, Pyinsawaddy FM, Shwe FM i City FM.

### Televisió
MRTV, MRTV-4 i MWD són els principals canals, que emeten programes en birmà a Naypyidaw. L'empresa privada Sky Net ofereix més de 70 canals de televisió de pagament d'origen local i internacional. MRTV emet 19 canals en directe i MWD emet 8 canals en directe. També estan disponibles altres canals de televisió com Channel 7, 5-plus i Myanmar International, el canal en anglès que s'adreça al públic estranger.

## En la cultura popular
El març de 2014, Naypyidaw va ser una de les ubicacions presentades al programa de televisió britànic d'automobilisme Top Gear durant un esdeveniment especial de dues parts a Myanmar.
El 2018, Naypyidaw va ser al programa de televisió Dark Tourist.